# Gewone wenteltrap
Gewone wenteltrap (Epitonium clathrus) is een zeeslakkensoort die behoort tot de familie Epitoniidae. Epitonium clathrus komt voor in de Middellandse Zee, de Noordzee en de Atlantische Oceaan. De dieren leven op zand- en slikbodems.

## Kenmerken
De schelp van Epitonium clathrus is tot 30 millimeter hoog en 12 millimeter breed. De kleur is wit tot witroze.

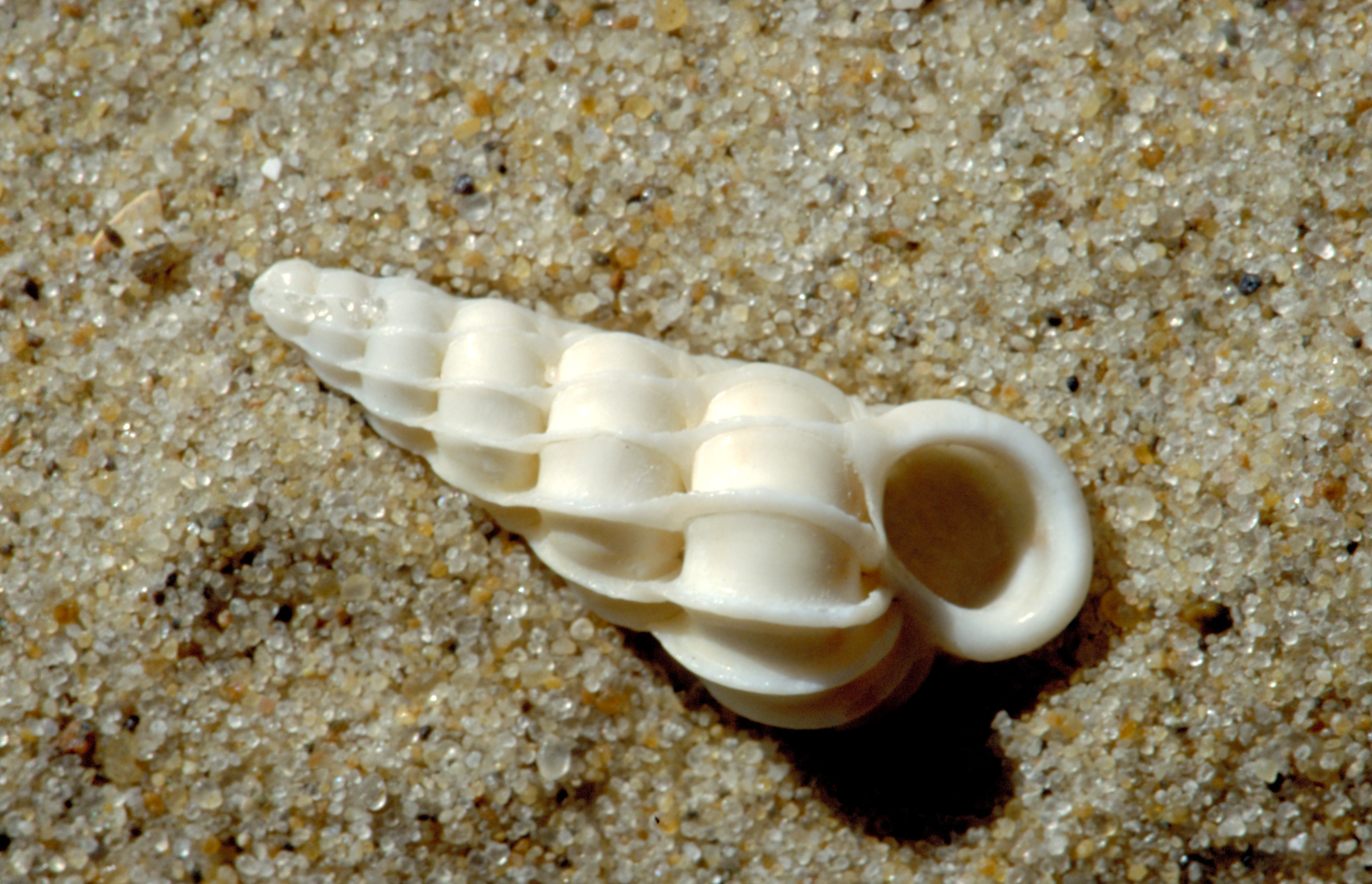
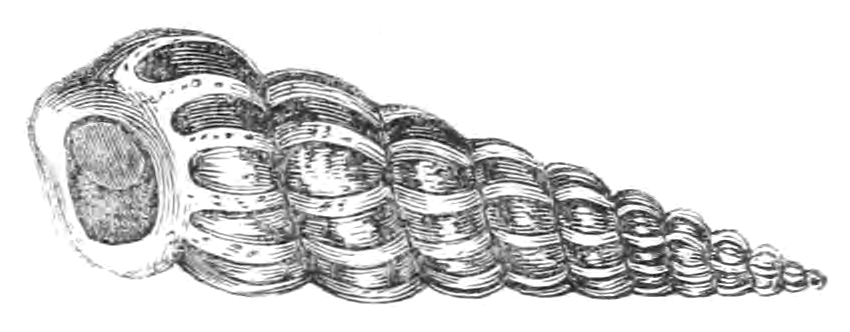
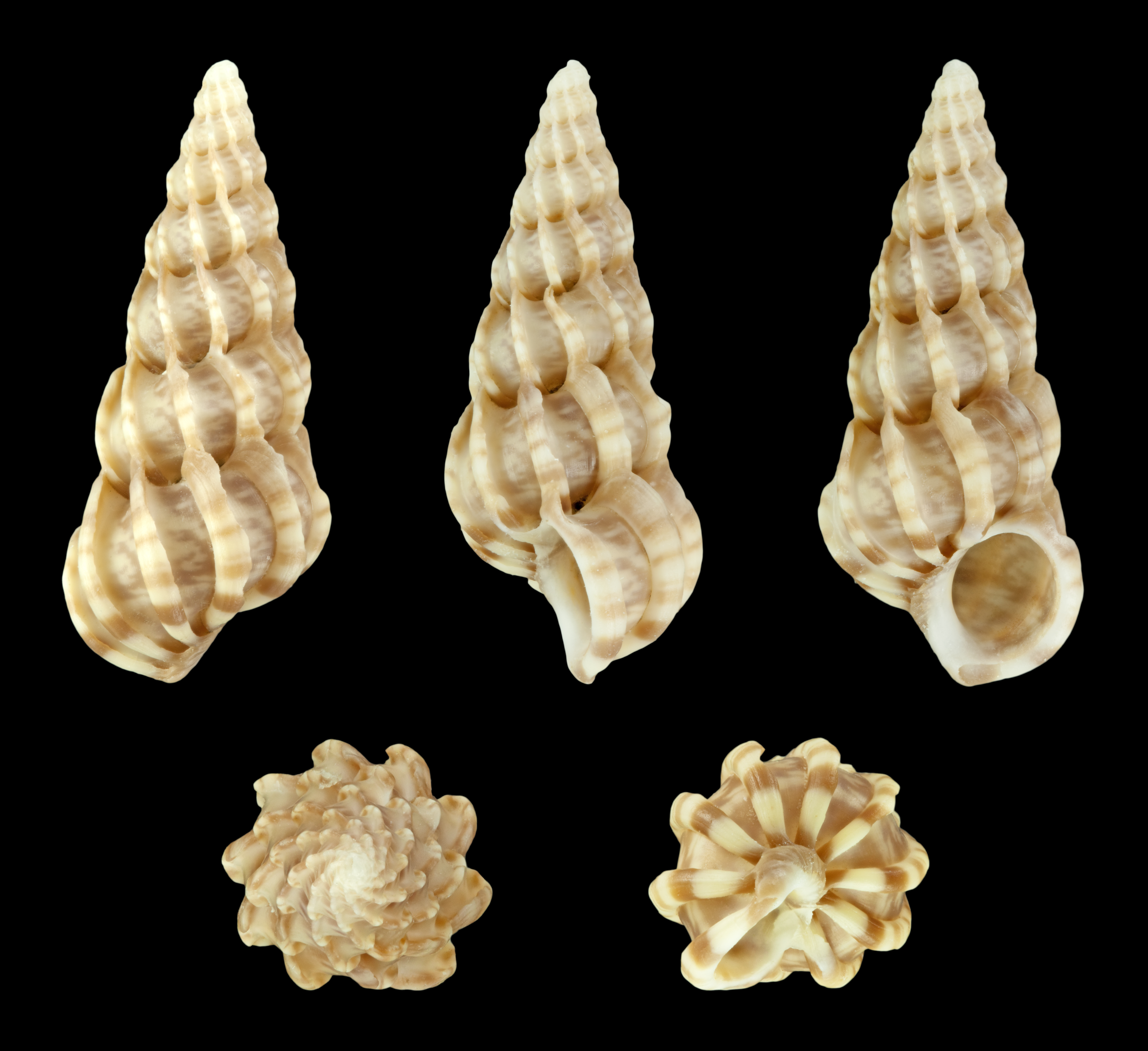
ssp. mediterraneum